# كاثرين ن. دوكت
كاثرين ن. دوكت (بالإنجليزية: Catherine N. Duckett)‏ هي عالمة حشرات وعالمة حيوانات أمريكية، ولدت في 1961.